# دایهاتسو کست
دایهاتسو کست (ژاپنی: ダイハツ・キャスト) یک خودرو کی است که از سال ۲۰۱۵ توسط خودروساز ژاپنی دایهاتسو ساخته شده است. این خودرو در سه تیپ "استایل" ، "اکتیوا" و "اسپرت" ارائه می شود. هرکدام از تیپ ها می توانند به سیستم انتقال قدرت محور جلو یا چهارچرخ محرک تجهیز شوند. 
کست از اوت ۲۰۱۶ توسط تویوتا نیز با نام تویوتا پیکسیس جوی (ژاپنی: トヨタ・ピクシスジョイ) ، عرضه می شود. 
تولید مدل های اکتیوا و اسپرت از مارس ۲۰۲۰ قطع و با دایهاتسو تفت جایگزین شدند. 

## نگارخانه

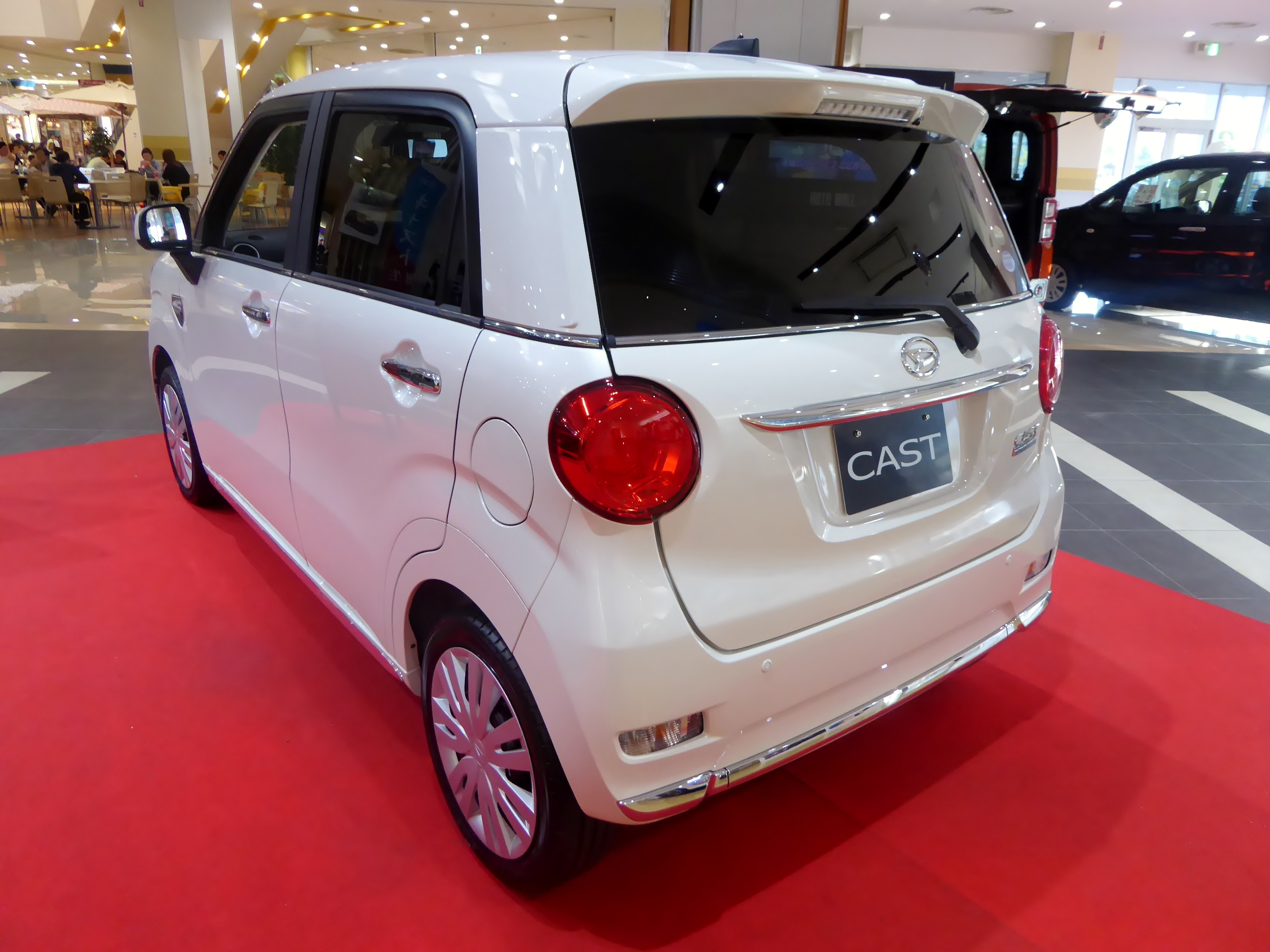
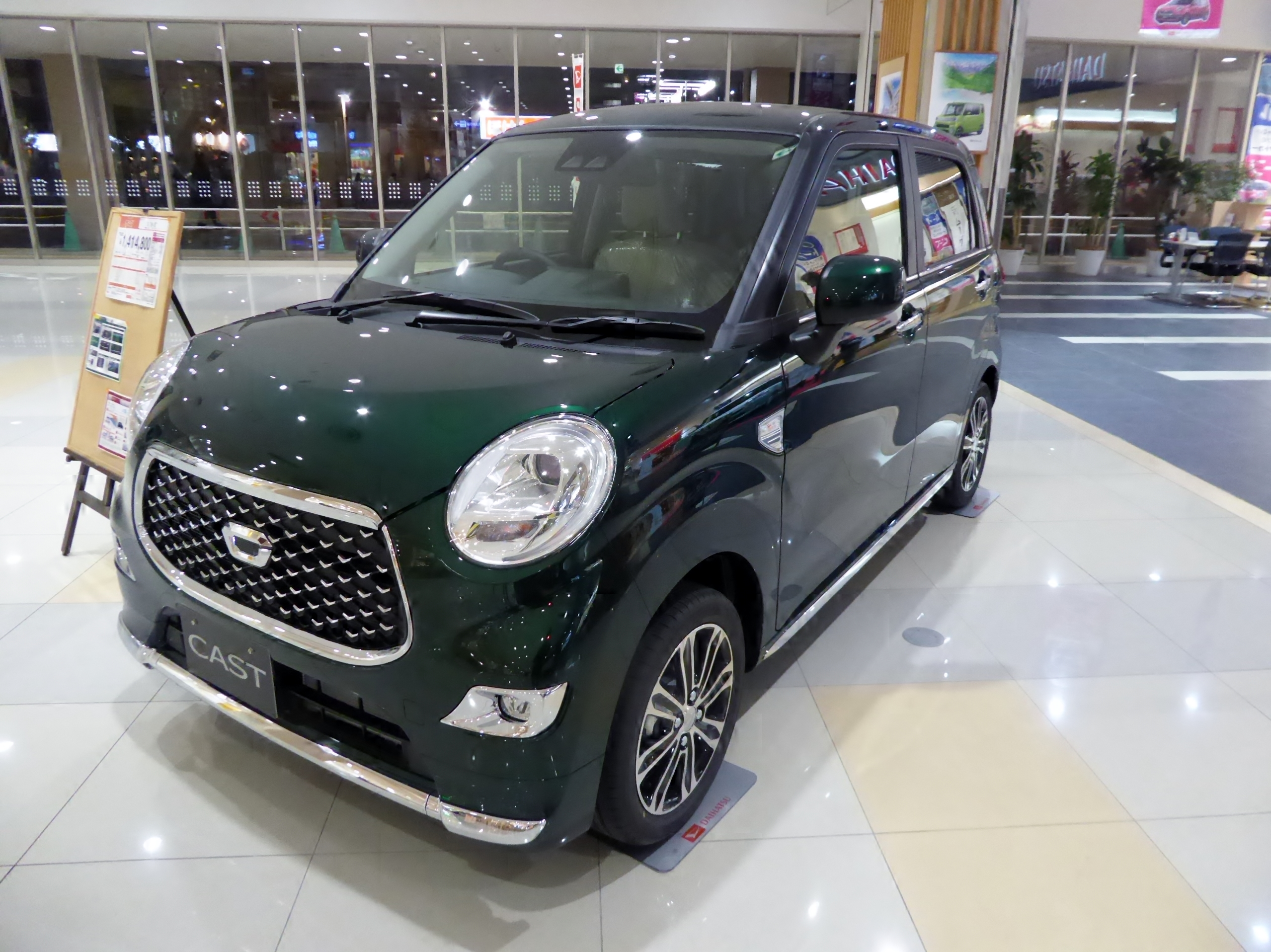
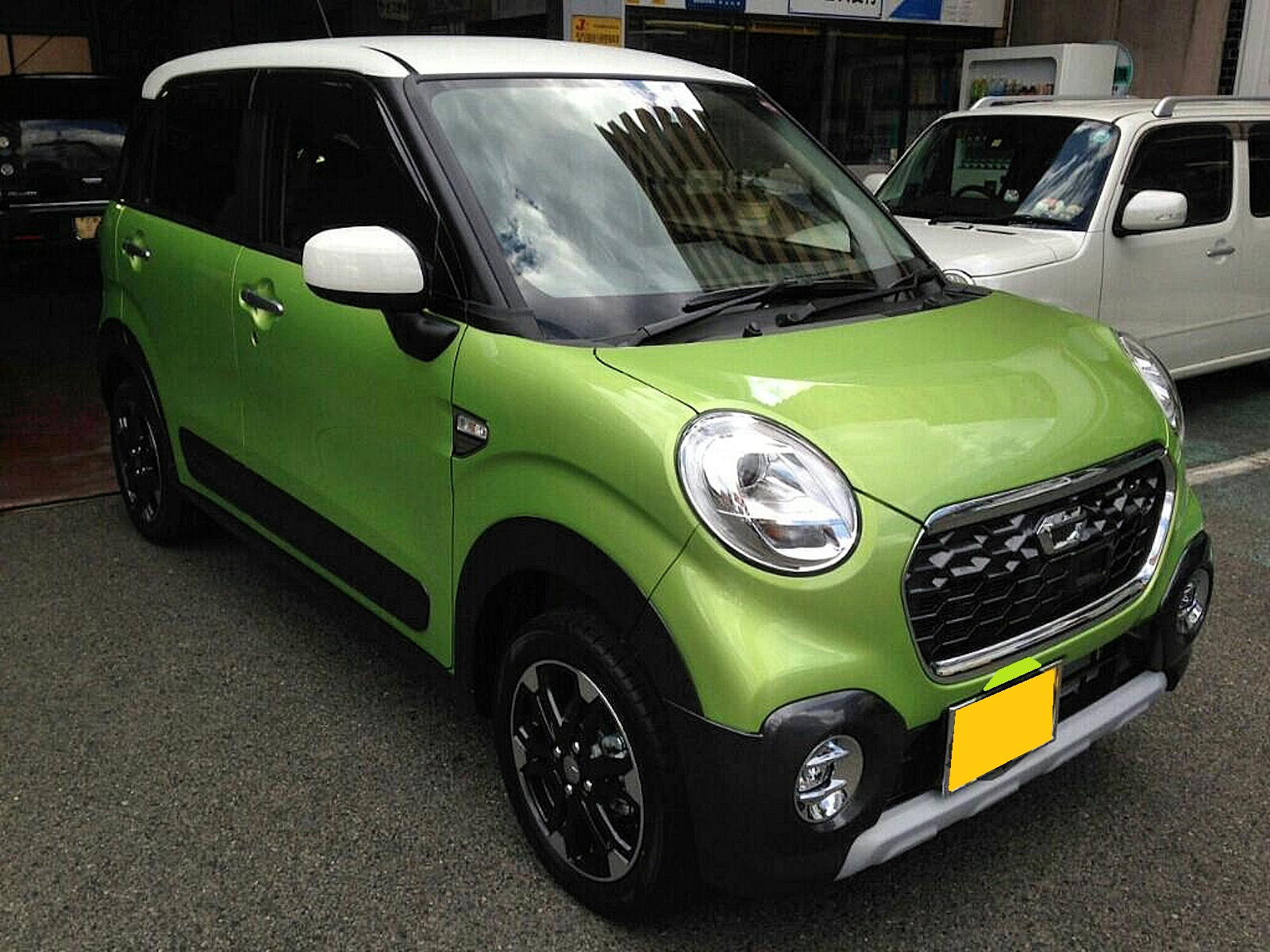
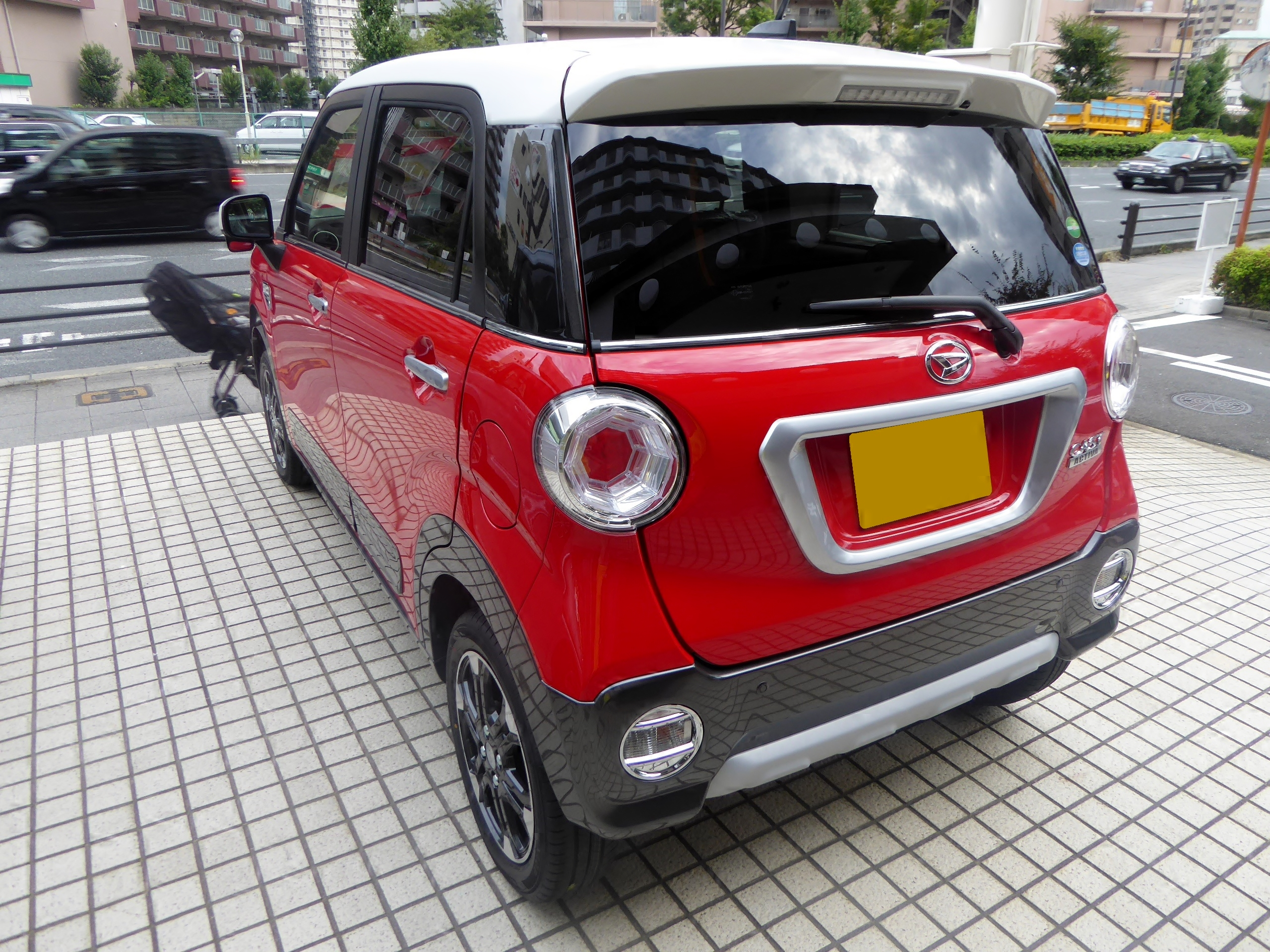
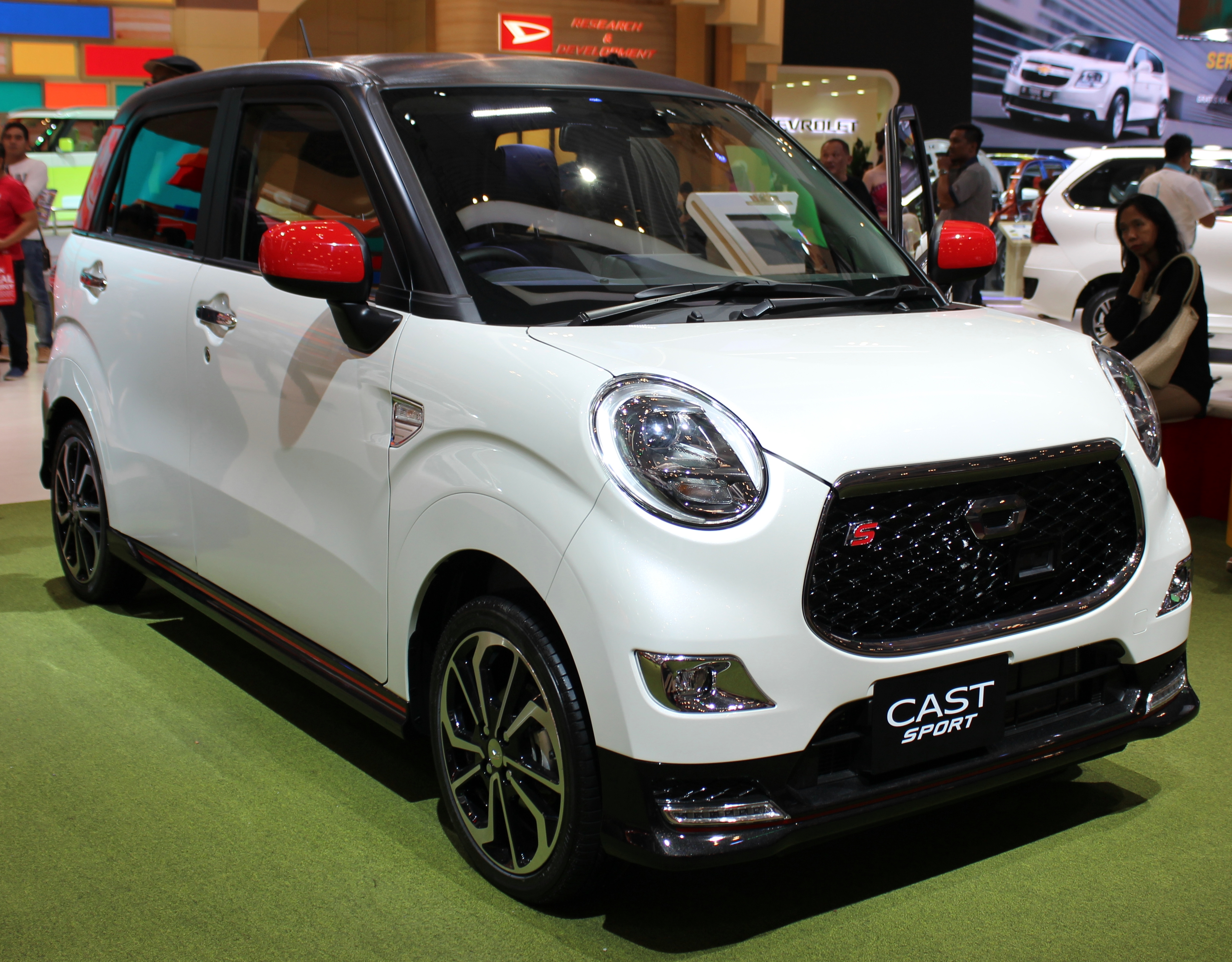
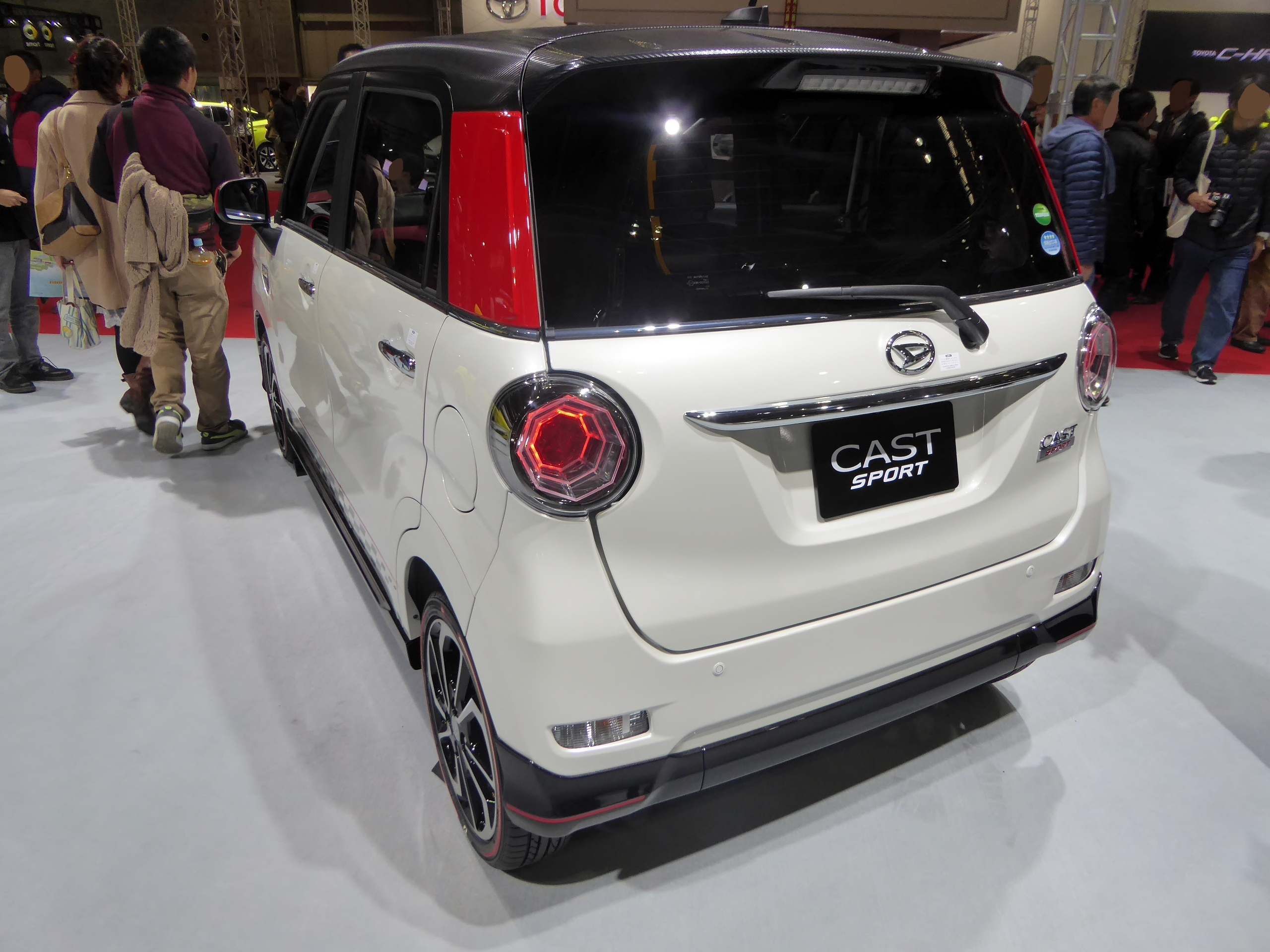
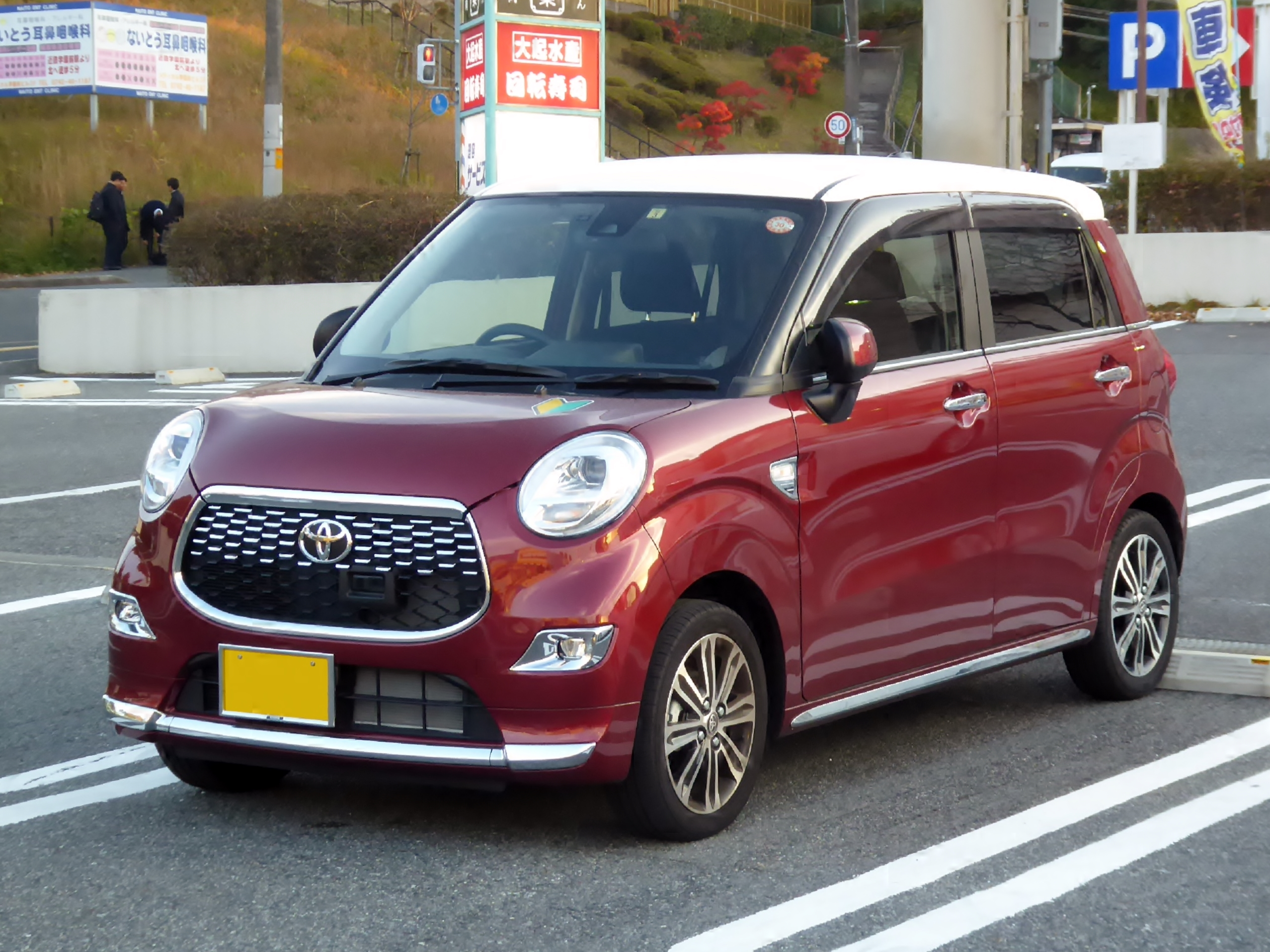
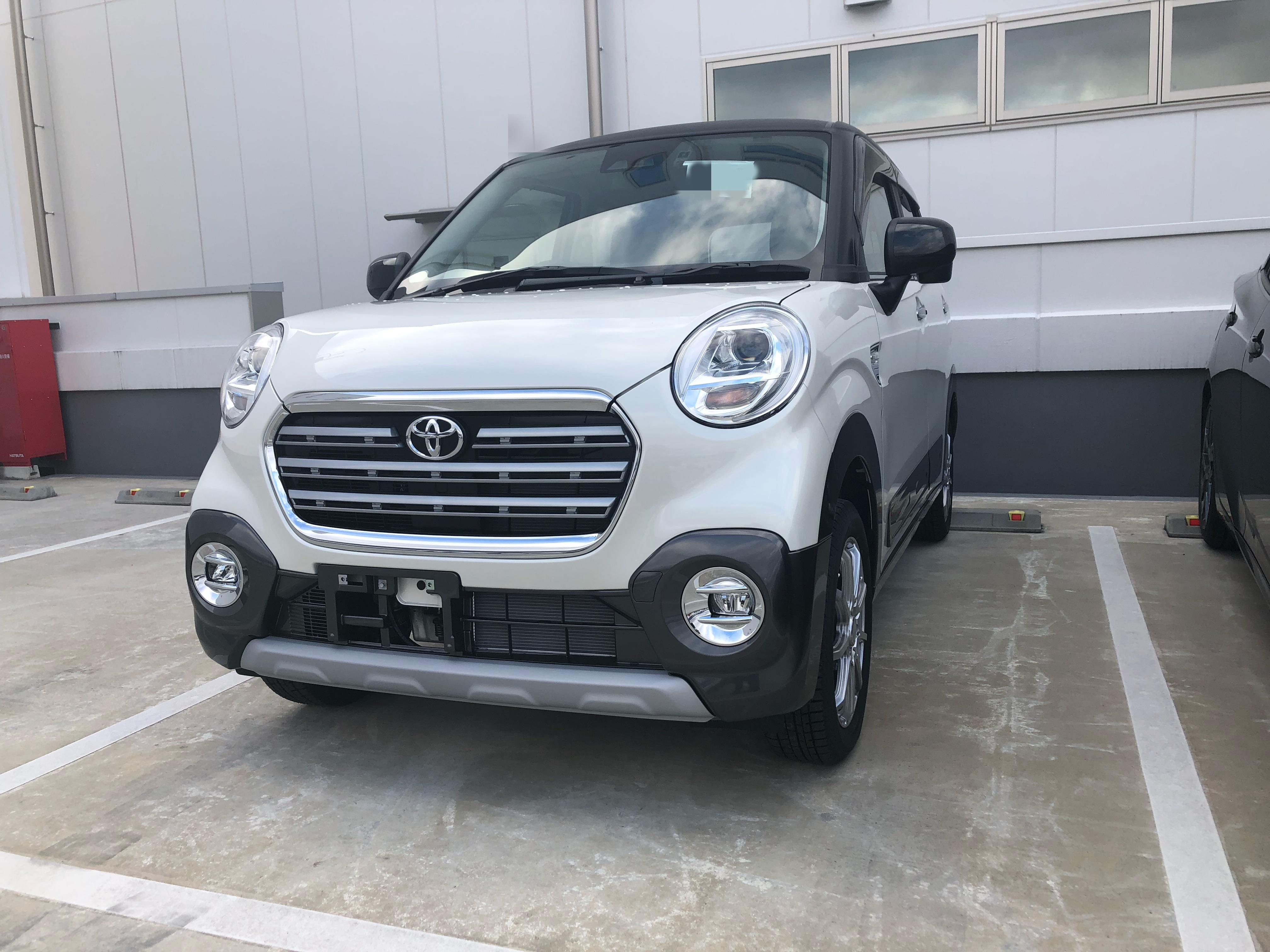
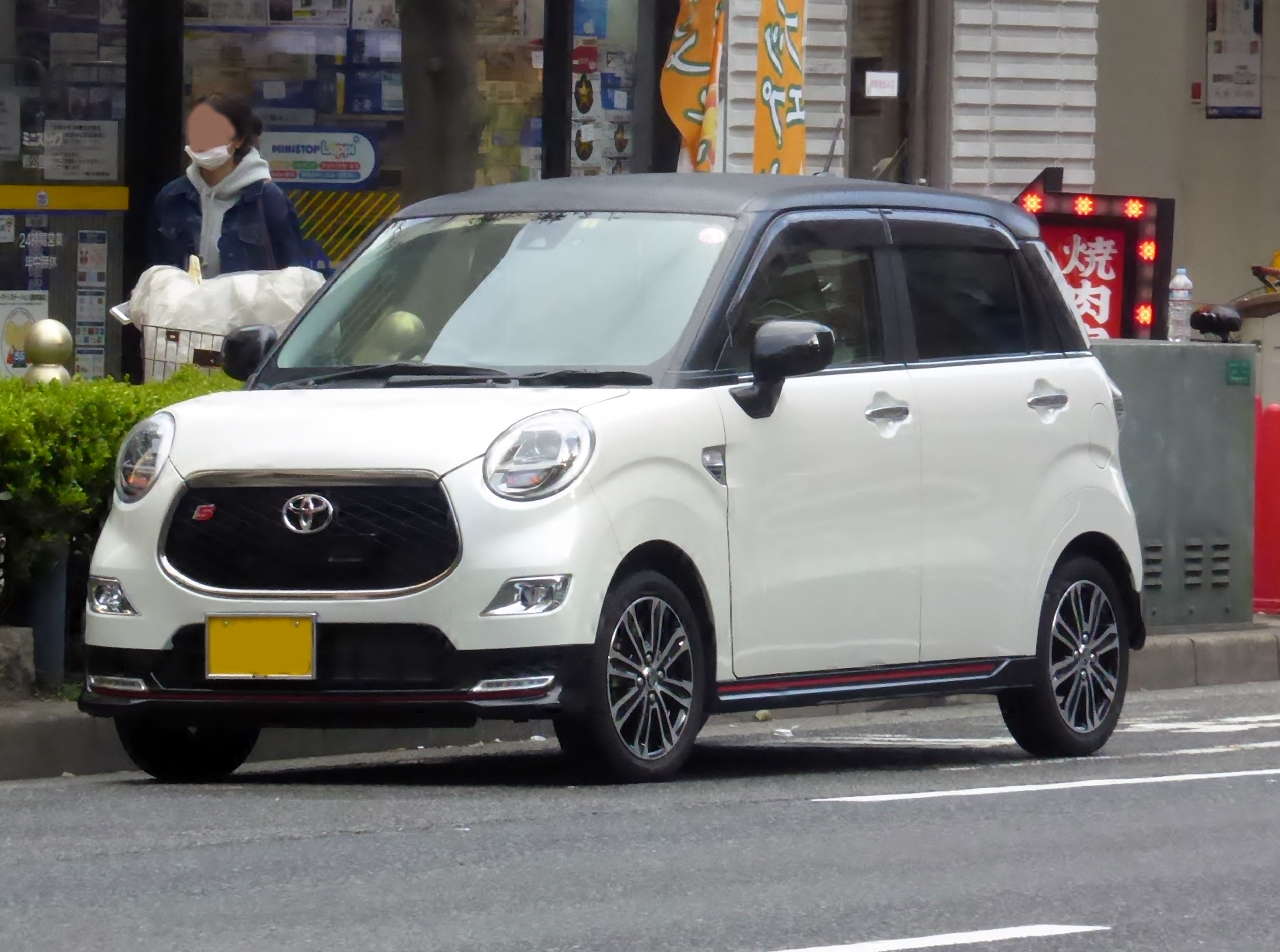
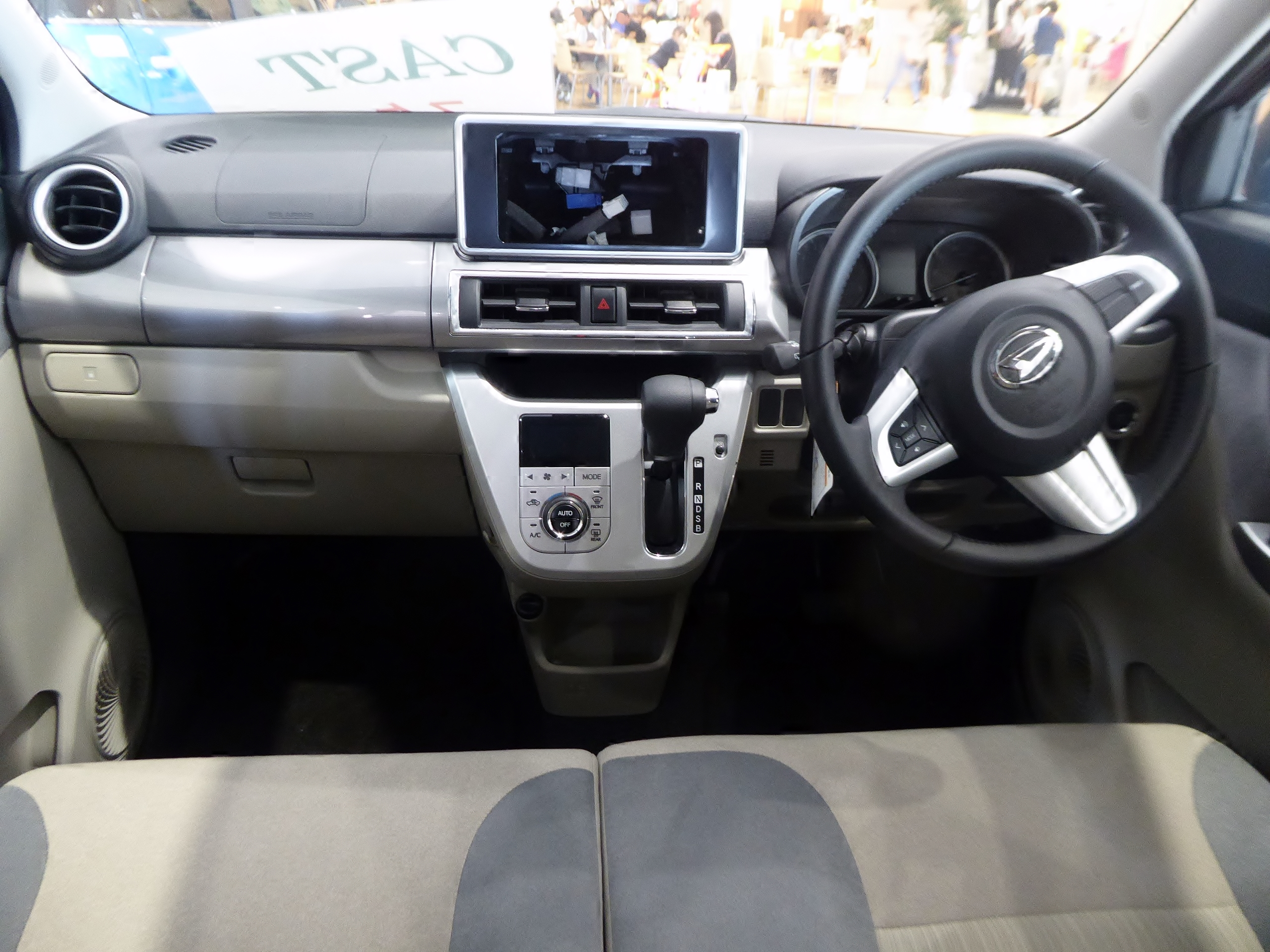
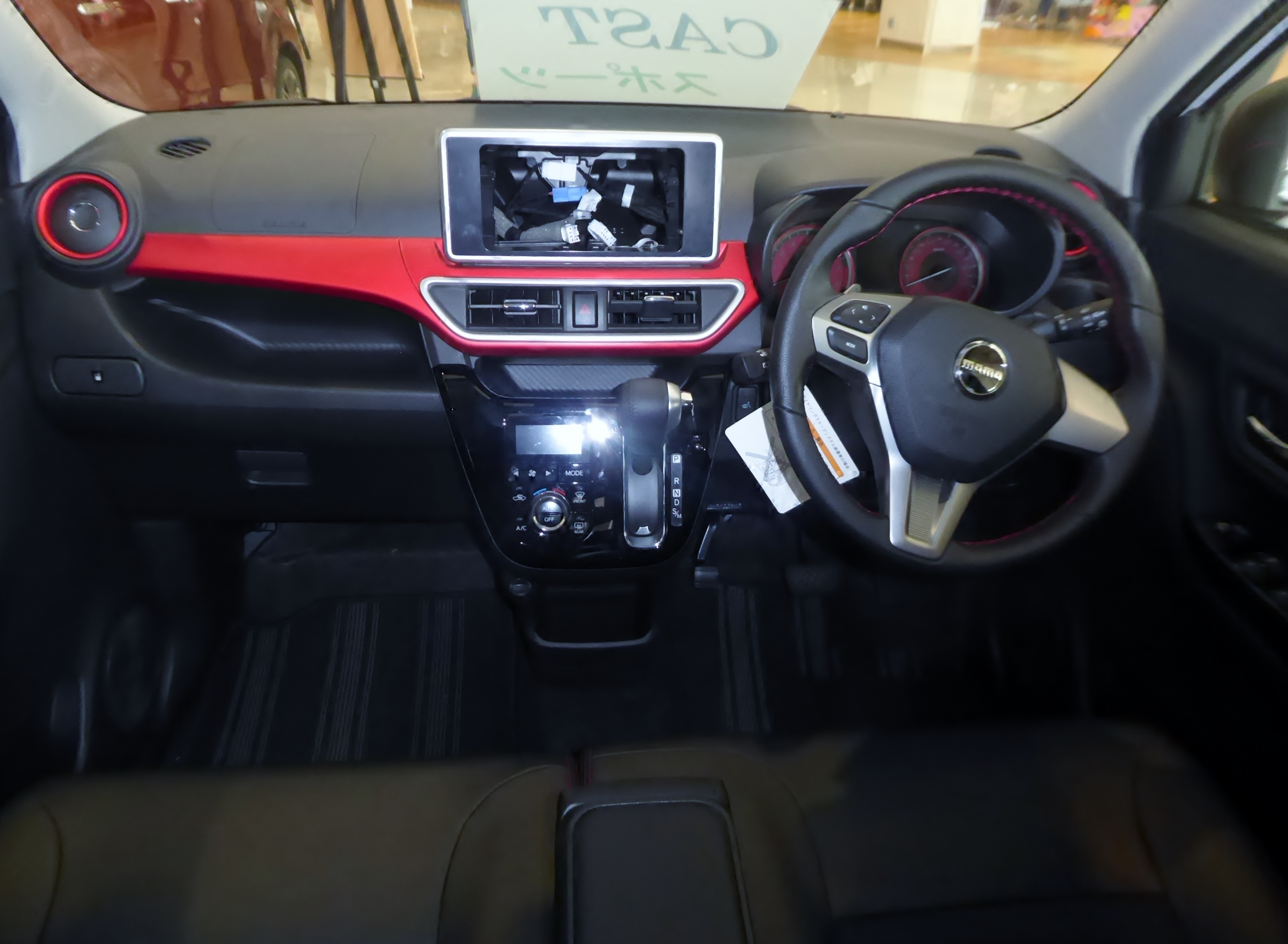